# Kvinnherad
Kvinnherad és un municipi situat al comtat de Vestland, Noruega. Té 13.271 habitants (2016) i la seva superfície és de 1.090,72 km². El centre administratiu del municipi és el poble de 	Rosendal.